# ポアンカレプロット
ポアンカレプロットまたはリターンマップは、特に周期関数に従う過程の自己相似性を定量化するために用いられるリカレンスプロットの1つである。数学者のアンリ・ポアンカレに因んで名付けられた。ポアンカレプロットは、データをより高次元の状態空間に埋め込むことで、ランダムとカオスとを判別するために用いられる。
時系列データ
{\displaystyle x_{t},x_{t+1},x_{t+2},\ldots ,}
に対して、ポアンカレプロットは(xt, xt+1)、(xt+1, xt+2)、(xt+2, xt+3)と描画していく。

## 心電図検査への応用
心電図（ECG）は、心臓によって生成される胸部の電圧変化である。正常な人の収縮は、洞房結節によって引き起こされる。心電図は通常、大まかにP波、Q波、R波、S波、およびT波と名付けられた一連の波からなる。P波は心房の脱分極、Q、R、S波が心室の脱分極、T波が心室の再分極を表す。 2つの連続するR波の間の間隔（RR間隔）は、心拍数の逆数である。
通常、心拍数はわずかに変化する。大きく吸う間は速く、大きく吐く間は遅くなる。（RR間隔は、心拍数が上がると短くなり、心拍数が下がると長くなります。）RR tachograph はRR間隔と時間のグラフです。
このRR tachography において、ポアンカレプロットは (x, y) = (RR(n), RR(n+1)) に点を描画するグラフである。すなわち、あるRR間隔に対して次のRR間隔を描画する。リカレンスプロットは非線形動的システムに存在する周期的波形を検出する標準的な可視化技術として利用される。心電図との関連では、健康な心拍数は身体の調節機構（特に自律神経系）によって厳密に制御されている。